# Kubuzcu, Kandıra
Kubuzcu là một xã thuộc huyện Kandıra, tỉnh Kocaeli, Thổ Nhĩ Kỳ. Dân số thời điểm năm 2010 là 274 người.